# كاوين تامساتشانان
كاوين تامساتشانان (بالتايلندية: กวินทร์ ธรรมสัจจานันท์) (26 يناير 1990 بانكوك تايلاند - ) هو لاعب كرة قدم تايلندي، يلعب كحارس مرمى.

## روابط خارجية
- كاوين تامساتشانان على موقع الاتحاد الدولي (مؤرشف)  (الإنجليزية)
- كاوين تامساتشانان على موقع رابطة كرة القدم اليابانية للمحترفين (اليابانية)
- كاوين تامساتشانان على موقع قاعدة بيانات كرة القدم.إي يو (الإنجليزية)
- كاوين تامساتشانان على موقع ناشيونال فوتبول تيمز (الإنجليزية)
- كاوين تامساتشانان على موقع Soccerway.com (الإنجليزية)
- كاوين تامساتشانان على موقع عالم كرة القدم.نت (الإنجليزية)